# Фома Дармо
Мар Фома Дармо (21 сентября 1904, Месопотамия — 7 сентября 1969, Багдад) — митрополит Ассирийской церкви Востока в Индии (1952—1968), резиденция располагалась в городе Тричур (штат Керала, Индия).
В 1968 году вступил в раскол с патриархом Мар Шимуном XXI из-за принятия церковью григорианского календаря и других спорных вопросов. Переехав в 1968 году в Багдад, рукоположил трёх епископов и был возведён в сан патриарха.
Умер в 1969 году. Его преемником стал Мар Аддай II. Церковная организация, возникшая в результате этого раскола, известна под названием Древняя Ассирийская церковь Востока.